# Danh sách thành viên MNL48
MNL48  là nhóm nhạc nữ thần tượng Philippines đầu tiên và là nhóm nhạc chị em quốc tế của AKB48, các thành viên thế hệ đầu tiên ra mắt thông qua các buổi thử giọng trực tiếp trong chương trình It's Showtime. Vào ngày 2 tháng 5 năm 2018, nhóm đã thành lập 3 team (đội) hiện tại : Team MII, Team NIV và Team L. Ngày 13 tháng 2 năm 2021, nhóm thành lập Team Unknown dành cho các thành viên chính thức nhưng chưa được xếp vào Team nào, hiện tại toàn bộ thành viên Team Unknown là thành viên thế hệ thứ 3. Tính đến tháng 11 năm 2021, nhóm bao gồm 31 thành viên, trong số này có các Kenkyuusei (tiếng Nhật: 研究生) hay thực tập sinh.
Các thành viên rời nhóm được gọi là "tốt nghiệp" và đôi khi được tổ chức một buổi concert mừng tốt nghiệp. Cũng có trường hợp thành viên từ chức, miễn nhiệm hoặc bị chấm dứt hợp đồng do vi phạm kỷ luật.
Đội trưởng hiện tại của MNL48 là Shekinah Igarta Arzaga từ Team MII.

## Tổng quan
Kể từ ngày 6 tháng 11 năm 2021, MNL48 bao gồm 31 thành viên chính thức, được chia thành 4 đội:
- Team MII - 10 thành viên
- Team NIV - 7 thành viên
- Team L - 4 thành viên
- Team Unknown - 10 thành viên

Vào tháng 5 năm 2019, Tokyo Girls Collection Senbatsu hay gọi là Thực tập sinh hoặc Kenkyuusei được thành lập, hiện tại bao gồm 2 thành viên.

## Thành viên hiện tại

### Team MII
Team MII (đọc là Team M Two) màu chính thức là Vàng Kim và là Team M thứ hai trong AKB48 Group sau NMB48 Team M.
| Nghệ danh | Tên đầy đủ                            | Ngày sinh         | Thế hệ | Hạng                     | Hạng | Hạng | Ghi chú                                                       |
| Nghệ danh | Tên đầy đủ                            | Ngày sinh         | Thế hệ | 1                        | 2    | 3    | Ghi chú                                                       |
| Andi      | Sandee Sugay Garcia                   | 8 tháng 11, 2001  | 1      | 59                       | 48   | 7    | Thành viên chính thức từ ngày 8 tháng 6, 2018                 |
| Cole      | Ashley Nicole Tanael Somera           | 27 tháng 8, 2002  | 1.5    | &0000000000000999.000000 | 43   | 17   | Tham gia nhóm với tư cách là Thực tập sinh từ ngày 05-16-2018 |
| Dana      | Dana Leanne Evangelista Brual         | 30 tháng 9, 1999  | 1      | 25                       | 37   | 18   |                                                               |
| Gia       | Guinevere Pahilanga Muse              | 30 tháng 11, 2000 | 1      | 28                       | nr   | 22   | Team L (5 tháng 2, 2018 – 5 tháng 1, 2019)                    |
| Jamie     | Maria Jamie Beatrice Gallardo Alberto | 12 tháng 11, 2001 | 2      | &0000000000000999.000000 | 6    | 3    |                                                               |
| Jan       | Cristine Jan Roque Elaurza            | 5 tháng 1, 2001   | 1      | 24                       | 11   | 6    | Thành viên của BABY BLUE                                      |
| Klaire    | Klaire Hugh Presno                    | 24 tháng 1, 2002  | 2      | &0000000000000999.000000 | 41   | 31   |                                                               |
| Princess  | Princess Rius Briquillo               | 1 tháng 6, 1999   | 1      | 46                       | nr   | 12   | Team L (5 tháng 2, 2018 – 5 tháng 1, 2019)                    |
| Sheki ¤   | Shekinah Igarta Arzaga                | 20 tháng 7, 2000  | 1      | 1                        | 4    | 2    | Captain của MNL48 và Center của Tổng tuyển cử lần thứ nhất    |
| Yzabel    | Dana Yzabel Divinagracia              | 2 tháng 9, 2001   | 2      | &0000000000000999.000000 | 34   | 9    |                                                               |

### Team NIV
Team NIV (đọc là Team N Four) màu chính thức là Xanh Lá và là Team N thứ 4 trong AKB48 Group sau NMB48 Team N, SNH48 Team NII, và NGT48 Team NIII.
| Nghệ danh | Tên đầy đủ                      | Ngày sinh         | Thê hệ | Hạng                     | Hạng | Hạng | Ghi chú                            |
| Nghệ danh | Tên đầy đủ                      | Ngày sinh         | Thê hệ | 1                        | 2    | 3    | Ghi chú                            |
| Abby §☆   | Abelaine Saunar Trinidad        | 31 tháng 7, 1997  | 1      | 2                        | 3    | 1    | Center của Tổng tuyển cử lần thứ 3 |
| Coleen    | Coleen Apura Trinidad           | 26 tháng 11, 2002 | 1      | 51                       | 18   | 14   | Thành viên của BABY BLUE           |
| Jaydee    | Jennifer Nandy Garcia Villaruel | 10 tháng 10, 2002 | 1      | 32                       | 40   | 24   |                                    |
| Jem       | Jemimah Sapuriada Caldejon      | 19 tháng 6, 1999  | 1      | 11                       | 13   | 8    |                                    |
| Lara      | Lara Mae Agan Layar             | 20 tháng 12, 1999 | 1      | 14                       | 22   | 13   |                                    |
| Miho      | Miho De Jesus Hoshino           | 15 tháng 10, 2000 | 2      | &0000000000000999.000000 | 31   | 25   |                                    |
| Ruth      | Ruther Marie Alterado Lingat    | 10 tháng 10, 1998 | 1      | 35                       | 21   | 4    |                                    |

### Team L
Team L màu chính thức là Hồng Nhạt và là Team L đầu tiên trong lịch sử AKB48 Group.
| Nghệ danh | Tên đầy đủ                     | Ngày sinh         | Thế hệ | Hạng                     | Hạng | Hạng | Ghi chú                                       |
| Nghệ danh | Tên đầy đủ                     | Ngày sinh         | Thế hệ | 1                        | 2    | 3    | Ghi chú                                       |
| Amy       | Amanda Manabat Isidto          | 18 tháng 12, 2002 | 2      | &0000000000000999.000000 | 25   | 27   | Thành viên của BABY BLUE                      |
| Dian      | Dian Marie Rele Mercado        | 30 tháng 6, 2002  | 1      | 22                       | 32   | 19   |                                               |
| Ella      | Ella Mae Rada Amat             | 30 tháng 10, 2000 | 1      | 8                        | nr   | 5    | Team NIV (5 tháng 2, 2018 – 5 tháng 1, 2019)  |
| Frances   | Francese Therese Andale Pinlac | 31 tháng 12, 2003 | 2      | &0000000000000999.000000 | nr   | 23   | Thành viên chính thức từ ngày 9 tháng 6, 2019 |

### Team Unknown
| Nghệ Danh | Tên đầy đủ                | Ngày sinh         | Thê hệ | Hạng | Ghi chú                                           |
| Nghệ Danh | Tên đầy đủ                | Ngày sinh         | Thê hệ | 3    | Ghi chú                                           |
| Charm     | Charmaine Tosoc           | 7 tháng 9, 2001   | 3      | 39   | Thành viên chính thức từ ngày 1 tháng 11 năm 2021 |
| CJ        | Christine Joyce Dela Cruz | 24 tháng 4, 2001  | 3      | 48   | Thành viên chính thức từ ngày 1 tháng 11 năm 2021 |
| Jana      | Jana Ross Angeles         | 7 tháng 1, 2000   | 3      | 29   | Thành viên chính thức từ ngày 13 tháng 2 năm 2021 |
| Jie       | Mheijie Calis             | 16 tháng 10, 2001 | 3      | 46   | Thành viên chính thức từ ngày 1 tháng 7 năm 2021  |
| Kath      | Kathlene Lumbre Apduhan   | 1 tháng 8, 2001   | 3      | 26   | Thành viên chính thức từ ngày 13 tháng 2 năm 2021 |
| Klaryle   | Klaryle Asuncion Mercado  | 20 tháng 6, 2001  | 3      | 28   | Thành viên chính thức từ ngày 13 tháng 2 năm 2021 |
| Lyza      | Allyza Mae Roxas          | 26 tháng 6, 2000  | 3      | 35   | Thành viên chính thức từ ngày 13 tháng 2 năm 2021 |
| Rachel    | Rachel Frances Song Suazo | 22 tháng 12, 2004 | 3      | 45   | Thành viên chính thức từ ngày 1 tháng 11 năm 2021 |
| Rianna    | Bhrianna Chua             | 1 tháng 7, 2004   | 3      | 33   | Thành viên chính thức từ ngày 13 tháng 2 năm 2021 |
| Rhea      | Aubrey Lopez              | 16 tháng 2, 2002  | 3      | 44   | Thành viên chính thức từ ngày 1 tháng 11 năm 2021 |

### Thực tập sinh/TGC Senbatsu
| Nghệ Danh | Tên đầy đủ      | Ngày sinh         | Thế hệ | Hạng | Ghi chú |
| Nghệ Danh | Tên đầy đủ      | Ngày sinh         | Thế hệ | 3    | Ghi chú |
| Miyaka    | Miyaka Montoro  | 21 tháng 1, 2003  | 3      | 41   |         |
| Rain      | Lorraine Pingol | 19 tháng 10, 2004 | 3      | 47   |         |

## Cựu thành viên

### 2018
| Nghệ danh | Tên đầy đủ                       | Ngày sinh         | Hạng | Lý do tốt nghiệp                             | Lịch sử Team           |
| Nghệ danh | Tên đầy đủ                       | Ngày sinh         | 1    | Lý do tốt nghiệp                             | Lịch sử Team           |
| Van       | Vanessa Laguisma Yap             | 21 tháng 7, 1997  | 30   | Kết thúc hợp đồng từ ngày 8 tháng 6 năm 2018 | Team MII               |
| Mae       | Angelica Mae Barrientos Batocael | 22 tháng 5, 2002  | 43   | Kết thúc hợp đồng từ ngày 8 tháng 6 năm 2018 | Team MII               |
| Trixie    | Sharlene Trixie Caceres Tano     | 18 tháng 3, 1998  | 7    | Kết thúc hợp đồng từ ngày 8 tháng 6 năm 2018 | Team MII               |
| Zen       | Zennae Aballe Inot               | 12 tháng 10, 2001 | 5    | Kết thúc hợp đồng từ ngày 8 tháng 6 năm 2018 | Team NIV               |
| Nina      | Niña Editha Morales Guirnalda    | 27 tháng 7, 2002  | 70   | Kết thúc hợp đồng từ ngày 6 tháng 7 năm 2018 | Kenkyuusei -> Team MII |

### 2019
| Nghệ danh | Tên đầy đủ                      | Ngày sinh         | Hạng | Hạng | Lý do tốt nghiệp                              | Lịch sử Team                         |
| Nghệ danh | Tên đầy đủ                      | Ngày sinh         | 1    | 2    | Lý do tốt nghiệp                              | Lịch sử Team                         |
| Erica     | Princess Erica Uyanguren Sanico | 19 tháng 10, 2002 | 18   | nr   | Tốt nghiệp vào ngày 1 tháng 5 năm 2019        | Team MII                             |
| Necca     | Necca Lagumbay Adelan           | 15 tháng 12, 2001 | 42   | nr   | Tốt nghiệp vào ngày 1 tháng 5 năm 2019        | Team MII                             |
| Nice      | Eunys Mantes Abad               | 21 tháng 9, 2002  | 19   | nr   | Tốt nghiệp vào ngày 1 tháng 5 năm 2019        | Team MII                             |
| Cassey    | Cassandra Mae Bajolo Pestillos  | 9 tháng 1, 2003   | 66   | nr   | Tốt nghiệp vào ngày 1 tháng 5 năm 2019        | Kenkyuusei -> Team MII               |
| Sha       | Sharei Siao Engbino             | 22 tháng 7, 2002  | 36   | nr   | Tốt nghiệp vào ngày 1 tháng 5 năm 2019        | Team MII                             |
| Hazel     | Hazel Joy Anub Marzonia         | 6 tháng 9, 1999   | 41   | nr   | Tốt nghiệp vào ngày 1 tháng 5 năm 2019        | Team NIV                             |
| Madie     | Madelaine Oidem Epilogo         | 16 tháng 4, 2002  | 47   | nr   | Tốt nghiệp vào ngày 1 tháng 5 năm 2019        | Team NIV                             |
| Jewel     | Khyan Jewel Cacapit             | 16 tháng 7, 2000  | 40   | nr   | Tốt nghiệp vào ngày 1 tháng 5 năm 2019        | Team L                               |
| Quincy    | Quincy Josiah Binalla Santillan | 11 tháng 2, 2000  | 16   | 42   | Kết thúc hợp đồng từ ngày 23 tháng 5 năm 2019 | Team L                               |
| Sayaka    | Sayaka Anonuevo Awane           | 6 tháng 9, 1999   | 12   | 5    | Tốt nghiệp vào ngày 9 tháng 6 năm 2019        | Team MII                             |
| Ash       | Ashley Cloud Santos Garcia      | 31 tháng 8, 1998  | 9    | 8    | Tốt nghiệp vào ngày 15 tháng 9 năm 2019       | Team L                               |
| Essel     | Jessel Gregorio Montaos         | 17 tháng 12, 2000 | 31   | nr   | Kết thúc hợp đồng từ ngày 7 tháng 10 năm 2019 | Team MII -> Tốt nghiệp -> Kenkyuusei |
| Cess      | Princess Rabago Labay           | 30 tháng 3, 2002  | 48   | 17   | Rời nhóm vào ngày 5 tháng 11 năm 2019         | Team MII                             |

### 2020
| Nghệ danh | Tên đầy đủ                         | Ngày sinh         | Hạng                     | Hạng | Hạng                     | Lý do tốt nghiệp                         | Lịch sử Team           |
| Nghệ danh | Tên đầy đủ                         | Ngày sinh         | 1                        | 2    | 3                        | Lý do tốt nghiệp                         | Lịch sử Team           |
| Dani      | Daniella Mae Ramos Palmero         | 20 tháng 9, 1999  | 69                       | 36   | &0000000000000999.000000 | Rời nhóm từ ngày 13 tháng 1 năm 2020     | Kenkyuusei -> Team NIV |
| Faith     | Faith Shanrae Alvarez Santiago     | 7 tháng 12, 1999  | 13                       | 10   | &0000000000000999.000000 | Tốt nghiệp vào ngày 26 tháng 1 năm 2020  | Team MII               |
| Rans      | Francinne Roy Rifol                | 18 tháng 10, 2001 | 65                       | 9    | dnp                      | Tốt nghiệp vào ngày 30 tháng 10 năm 2020 | Kenkyuusei -> Team MII |
| Rowee     | Loulle Angelyn Maagad Villaflores  | 26 tháng 5, 2001  | 52                       | 16   | dnp                      | Tốt nghiệp vào ngày 30 tháng 10 năm 2020 | Kenkyuusei -> Team NIV |
| Lei       | Lorraine Leigh Lacumba             | 9 tháng 8, 1998   | 39                       | 45   | dnp                      | Tốt nghiệp vào ngày 30 tháng 10 năm 2020 | Team L                 |
| Yssa      | Chelsey Yssacky Miranda Bautista   | 30 tháng 8, 2002  | &0000000000000999.000000 | 29   | dnp                      | Tốt nghiệp vào ngày 30 tháng 10 năm 2020 | Team L                 |
| Joyce     | Valerie Joyce Daita                | 13 tháng 2, 2002  | 20                       | 26   | dnp                      | Tốt nghiệp vào ngày 30 tháng 10 năm 2020 | Team NIV               |
| Daryll    | Daryll Caritativo Matalino         | 2 tháng 6, 2000   | 29                       | 44   | dnp                      | Tốt nghiệp vào ngày 30 tháng 10 năm 2020 | Team NIV               |
| Ecka      | Ericka Joyce Madriaga Sibug        | 5 tháng 5, 2000   | 44                       | 35   | dnp                      | Tốt nghiệp vào ngày 30 tháng 10 năm 2020 | Team NIV               |
| Belle     | Aubrey Ysabelle Badong Delos Reyes | 17 tháng 4, 2001  | 23                       | 24   | dnp                      | Tốt nghiệp vào ngày 28 tháng 11 năm 2020 | Team NIV               |
| Sela      | Marsela Mari Dela Cruz Guia        | 28 tháng 4, 2000  | 3                        | 2    | dnp                      | Tốt nghiệp vào ngày 29 tháng 11 năm 2020 | Team L                 |
| Emz       | Erica Maria Bacus Macabutas        | 31 tháng 3, 2002  | 49                       | 33   | dnp                      | Rời nhóm vào ngày 31 tháng 12 năm 2020   | Kenkyuusei -> Team MII |
| Shaira    | Shaira Asebias Duran               | 12 tháng 8, 2001  | 37                       | 46   | dnp                      | Rời nhóm vào ngày 31 tháng 12 năm 2020   | Team MII               |
| Shaina    | Shaina Asebias Duran               | 12 tháng 8, 2001  | 33                       | 47   | dnp                      | Rời nhóm vào ngày 31 tháng 12 năm 2020   | Team L                 |

### 2021
| Nghệ danh | Tên đầy đủ                        | Ngày sinh         | Hạng                     | Hạng | Hạng | Lý do tốt nghiệp                        | Lịch sử Team                                  |
| Nghệ danh | Tên đầy đủ                        | Ngày sinh         | 1                        | 2    | 3    | Lý do tốt nghiệp                        | Lịch sử Team                                  |
| Aly       | Jhona Alyanah Montefalcon Padillo | 11 tháng 1, 2001  | 26                       | 1    | dnp  | Tốt nghiệp vào ngày 6 tháng 2 năm 2021  | Team NIV Center của Tổng tuyển cử lần thứ hai |
| Ice       | Nicelle Joy Coronel Bozon         | 1 tháng 10, 2002  | &0000000000000999.000000 | 38   | dnp  | Tốt nghiệp vào ngày 6 tháng 2 năm 2021  | Team L                                        |
| Alice     | Alice Margarita Reyes De Leon     | 29 tháng 3, 1998  | 6                        | 7    | 11   | Tốt nghiệp vào ngày 21 tháng 5 năm 2021 | Team MII                                      |
| Brei      | Aubrey Salvatierra Binuya         | 7 tháng 12, 1999  | 38                       | 20   | 21   | Tốt nghiệp vào ngày 29 tháng 6 năm 2021 | Team NIV                                      |
| Gabb ☆    | Gabrielle Ruedas Skribikin        | 31 tháng 8, 2002  | 10                       | 12   | 10   | Tốt nghiệp vào ngày 29 tháng 6 năm 2021 | Team L                                        |
| Mari      | Mariz Mapesos Iyog                | 14 tháng 10, 2002 | 27                       | 30   | 34   | Tốt nghiệp vào ngày 20 tháng 7 năm 2021 | Team L                                        |
| Nile      | Anne Nicole Cortado Casitas       | 8 tháng 7, 1999   | &0000000000000999.000000 | nr   | 36   | Tốt nghiệp vào ngày 20 tháng 7 năm 2021 | Kenkyuusei -> Team NIV                        |
| Alyssa    | Alyssa Nicole Magsino Garcia      | 30 tháng 6, 2000  | 17                       | 28   | 20   | Tốt nghiệp vào ngày 23 tháng 9 năm 2021 | Team NIV                                      |
| Grace     | Mary Grace Velasco Buenaventura   | 13 tháng 1, 1997  | 15                       | 15   | 30   | Tốt nghiệp vào ngày 23 tháng 9 năm 2021 | Team L                                        |
| Kay °     | Kaede Rivera Ishiyama             | 10 tháng 11, 1999 | 34                       | 23   | 32   | Tốt nghiệp vào ngày 23 tháng 9 năm 2021 | Team L                                        |
| Thea      | Althea Degillo Itona              | 8 tháng 5, 1998   | 45                       | 17   | 15   | Tốt nghiệp vào ngày 23 tháng 9 năm 2021 | Team L                                        |
| Tin       | Christine Ann Coralde Coloso      | 11 tháng 12, 2001 | 4                        | 27   | 16   | Tốt nghiệp vào ngày 23 tháng 9 năm 2021 | Team L                                        |

## Cựu thực tập sinh
| Nghệ danh | Tên đầy đủ                             | Ngày sinh         | Hạng                     | Hạng                     | Hạng                     | Thế hệ | Ghi chú                                        |
| Nghệ danh | Tên đầy đủ                             | Ngày sinh         | 1                        | 2                        | 3                        | Thế hệ | Ghi chú                                        |
| Celine    | Celinedion Dionisio                    | 13 tháng 1, 1999  | 56                       | &0000000000000999.000000 | &0000000000000999.000000 | 1      | Kết thúc hợp đồng từ ngày 30 tháng 4 năm 2018  |
| Reiko     | Kleif Guillian Almeda                  | 27 tháng 10, 2000 | 57                       | &0000000000000999.000000 | &0000000000000999.000000 | 1      | Kết thúc hợp đồng từ ngày 30 tháng 4 năm 2018  |
| Reina     | Kyle Gullian Almeda                    | 27 tháng 10, 2000 | 58                       | &0000000000000999.000000 | &0000000000000999.000000 | 1      | Kết thúc hợp đồng từ ngày 30 tháng 4 năm 2018  |
| Nix       | Nica Mae Onde Fortuno                  | 2 tháng 1, 2002   | 61                       | &0000000000000999.000000 | &0000000000000999.000000 | 1      | Kết thúc hợp đồng từ ngày 30 tháng 4 năm 2018  |
| Ann       | Sherry Ann Bueza Rebadulla             | 18 tháng 6, 2001  | 54                       | &0000000000000999.000000 | &0000000000000999.000000 | 1      | Kết thúc hợp đồng từ ngày 30 tháng 4 năm 2018  |
| Kana      | Karina Dannah Delos Santos Vital       | 14 tháng 5, 2002  | 55                       | &0000000000000999.000000 | &0000000000000999.000000 | 1      | Kết thúc hợp đồng từ ngày 2 tháng 5 năm 2018   |
| Arol      | Carol Semillia Reyes                   | 24 tháng 8, 2000  | 50                       | &0000000000000999.000000 | &0000000000000999.000000 | 1      | Kết thúc hợp đồng từ ngày 2 tháng 5 năm 2018   |
| Ikee      | Micaella Joy Salas Yabut               | 13 tháng 4, 2000  | 64                       | &0000000000000999.000000 | &0000000000000999.000000 | 1      | Kết thúc hợp đồng từ ngày 16 tháng 5 năm 2018  |
| Vern      | Vemberneth Daray Villanueva            | 16 tháng 6, 2002  | 63                       | &0000000000000999.000000 | &0000000000000999.000000 | 1      | Kết thúc hợp đồng từ ngày 2 tháng 7 năm 2018   |
| Niah      | Sheccaniah Faith Saludares Baler       | 3 tháng 5, 2000   | 53                       | &0000000000000999.000000 | &0000000000000999.000000 | 1      | Kết thúc hợp đồng từ ngày 7 tháng 11 năm 2018  |
| Eda       | Edralyn Lozada Tocop                   | 10 tháng 4, 1998  | 71                       | &0000000000000999.000000 | &0000000000000999.000000 | 1      | Kết thúc hợp đồng từ ngày 12 tháng 12 năm 2018 |
| Vira      | Edelvira Jallorina Bandong             | 25 tháng 11, 2000 | 60                       | nr                       | &0000000000000999.000000 | 1      | Tốt nghiệp vào ngày 1 tháng 5 năm 2019         |
| Yna       | Polaris Yna Casipong Salazar           | 14 tháng 2, 2002  | 72                       | nr                       | &0000000000000999.000000 | 1      | Tốt nghiệp vào ngày 1 tháng 5 năm 2019         |
| Mela      | Jamela Magracia Magbanlac              | 16 tháng 5, 2001  | 62                       | nr                       | &0000000000000999.000000 | 1      | Kết thúc hợp đồng từ ngày 7 tháng 10 năm 2019  |
| Jean      | Je-ann Benette Lazatin Guinto          | 2 tháng 6, 2003   | &0000000000000999.000000 | nr                       | &0000000000000999.000000 | 2      | Kết thúc hợp đồng từ ngày 7 tháng 10 năm 2019  |
| Karla     | Ruth Carla Mariano Dela Paz            | 25 tháng 11, 2002 | 67                       | nr                       | 43                       | 1      | Tốt nghiệp vào ngày 25 tháng 2 năm 2021        |
| Laney     | Lorelaine Delos Reyes Sañosa           | 17 tháng 11, 2002 | 68                       | 39                       | 37                       | 1      | Tốt nghiệp vào ngày 25 tháng 2 năm 2021        |
| Sam       | Christina Samantha Cortan Tagana       | 15 tháng 10, 2003 | &0000000000000999.000000 | nr                       | 42                       | 2      | Tốt nghiệp vào tháng 5 năm 2021                |
| Trish     | Trisha Branggan Labrador               | 16 tháng 10, 2001 | &0000000000000999.000000 | nr                       | 38                       | 2      | Tốt nghiệp vào tháng 5 năm 2021                |
| Kyla      | Kyla Angelica Marie Tarong De Catalina | 18 tháng 2, 2000  | 21                       | 14                       | 40                       | 1      | Tốt nghiệp vào ngày 7 tháng 8 năm 2021         |

## Cựu thí sinh

### Thế hệ thứ nhất
| Nghệ danh | Tên đầy đủ                   | Ngày sinh         | Ghi chú                                   |
| Kris      | Alliah Kristel Anne Torrejos | 10 tháng 12, 2002 | Rút khỏi nhóm từ ngày 27 tháng 4 năm 2018 |
| Aria      | Aria Gilead Carino           | 23 tháng 11, 1997 | Rút khỏi nhóm từ ngày 27 tháng 4 năm 2018 |
| Eunice    | Eunice Diane Santiago        | 4 tháng 9, 1997   | Rút khỏi nhóm từ ngày 27 tháng 4 năm 2018 |

### Thế hệ thứ hai
| Nghệ danh | Tên đầy đủ                       | Ngày sinh        | Ghi chú                 |
| Gail      | Abbigail Shaine de Guzman Reyes  | 4 tháng 1, 2003  | Thí sinh thế hệ thứ hai |
| Alex      | Alexie Iris Bulanhagui Dimaayo   | 1 tháng 7, 2003  | Thí sinh thế hệ thứ hai |
| Sandra    | Alyssandra Corpuz Corteza        | 12 tháng 4, 2002 | Thí sinh thế hệ thứ hai |
| Isylle    | Chrisylle Joy Gelvero Mondejar   | 7 tháng 2, 2003  | Thí sinh thế hệ thứ hai |
| Ara       | Karla Jane delos Reyes Tolentino | 21 tháng 6, 2001 | Thí sinh thế hệ thứ hai |
| Ish       | Missy Perez Ainza                | 28 tháng 2, 2002 | Thí sinh thế hệ thứ hai |
| Naomi     | Naomi Roniele Pile De Guzman     | 8 tháng 7, 1998  | Thí sinh thế hệ thứ hai |
| Sun       | Shay Anne Co Enciso              | 21 tháng 9, 2001 | Thí sinh thế hệ thứ hai |

### Thế hệ thứ ba
| Nghệ danh | Tên đầy đủ                   | Ngày sinh        | Ghi chú                                    |
| Ruby      | Querubin Gonzalez            | 23 tháng 1, 2003 | Rút khỏi nhóm từ ngày 24 tháng 3 năm 2020  |
| Yiesha    | Yiesha Amera Ungad           | 20 tháng 1, 2003 | Rút khỏi nhóm từ ngày 29 tháng 5 năm 2020  |
| Jelay     | Jillian Shane Pilones        | 13 tháng 2, 2001 | Rút khỏi nhóm từ ngày 31 tháng 10 năm 2020 |
| Glaze     | Glaciana Marie Reyes Pelagio | 12 tháng 5, 2002 | Thí sinh thế hệ thứ ba                     |
| Jash      | Jashmin Iballo               | 7 tháng 1, 2003  | Thí sinh thế hệ thứ ba                     |

## Lịch sử đội trưởng

### Đội trưởng MNL48
| Số thứ tự | Nghệ danh | Tên đầy đủ                    | Ngày sinh        | Team     | Ngày đương nhiệm                         | Số ngày đương nhiệm |
| 1         | Alice     | Alice Margarita Reyes de Leon | 29 tháng 3, 1998 | Team MII | 5 tháng 5 năm 2018 – 17 tháng 3 năm 2021 | 1.047               |
| 2         | Sheki     | Shekinah Igarta Arzaga        | 20 tháng 7, 2000 | Team MII | 17 tháng 3 năm 2021 - nay                | 1.468               |

### Đội trưởng các đội
| Số thứ tự     | Nghệ danh | Tên đầy đủ                    | Ngày sinh         | Ngày đương nhiệm                         | Số ngày đương nhiệm |
| Team MII      |           |                               |                   |                                          |                     |
| 1             | Alice     | Alice Margarita Reyes de Leon | 29 tháng 3, 1998  | 3 tháng 5 năm 2018 – 21 tháng 5 năm 2021 | 1.114               |
| –             | Trống     | Trống                         | Trống             | 21 tháng 5 năm 2021 – nay                | 1.403               |
| Team NIV      |           |                               |                   |                                          |                     |
| 1             | Ecka      | Ericka Joyce Madriaga Sibug   | 5 tháng 5, 2000   | 4 tháng 5 năm 2018 – 30 tháng 9 năm 2020 | 880                 |
| –             | Trống     | Trống                         | Trống             | 30 tháng 9 năm 2020 – nay                | 1.636               |
| Team L        |           |                               |                   |                                          |                     |
| 1             | Kay       | Kaede Rivera Ishiyama         | 10 tháng 11, 1999 | 5 tháng 5 năm 2018 – 23 tháng 9 năm 2021 | 1.237               |
| –             | Trống     | Trống                         | Trống             | 23 tháng 9 năm 2021 – nay                | 1.278               |
| Thực tập sinh |           |                               |                   |                                          |                     |
| 1             | Arol      | Carol Semillia Reyes          | 24 tháng 8, 2000  | 2 tháng 5 năm 2018 – 16 tháng 5 năm 2018 | 14                  |
| 2             | Andi      | Sandee Sugay Garcia           | 8 tháng 11, 2001  | 16 tháng 5 năm 2018 – 8 tháng 6 năm 2018 | 23                  |
| 3             | Emz       | Erica Maria Bacus Macabutas   | 31 tháng 3, 2002  | 8 tháng 6 năm 2018 – 1 tháng 5 năm 2019  | 327                 |
| –             | Trống     | Trống                         | Trống             | 1 tháng 5 năm 2019 – 7 tháng 5 năm 2019  | 6                   |
| 4             | Karla     | Ruth Carla Mariano Dela Paz   | 25 tháng 11, 2002 | 7 tháng 5 năm 2019 – 17 tháng 1 năm 2020 | 255                 |
| –             | Trống     | Trống                         | Trống             | 17 tháng 1 năm 2020 – nay                | 1.893               |